# 山田卓

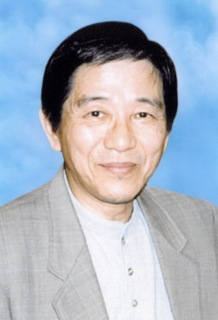
山田卓

山田 卓（やまだ たく、本名：山田卓〈やまだ たかし〉、1931年8月16日 - 2007年11月2日）は、日本の振付家。その振付作品の多さは群を抜いている。日本振付家協会の創設者であり、会長を務めた。

## 略歴
1931年8月16日、大阪に生まれる。7人の子供の5番目。戦時中もあり、裕福ではない幼少時代を過ごす。1937年、吹田第一小学校に入学。茨木中学校へ進み、器械体操で国体2位を受賞した。3年で終了（この年新制に変わったため）し、鳥羽商船高等学校へ進むが1年半で辞める。理由は、自身の希望した航海科ではなく、さらには軍隊の名残があった校風が肌に合わなかったためと推測される。退学後、姉の勧めで江川バレエ団に入団する。舞踏家（ダンサー）あるいは振付家としての活動を始め、バレエ団員として進駐軍廻りなどもする。のちに日劇に入る。
その後、「ステップイン」というダンサー20名ほどのチームを組んで、地方公演やメトロ、美人座、ユニバースなどでも多数公演する。ダンサー、振付家として個人でも活動する。後にステップインは解散。舞台芸術に関する勉強は全て独学で学んだ。当時、舞台芸術に関する洋書を何冊も読んでいた。
1953年に結婚。2男1女に恵まれる。
1956年に梅田コマ劇場ができて、そのオーディションを受け合格、ダンサー、振付家として活動する。後に演出も手がけるようになる。この頃、浜村美智子の「バナナ・ボート」の振り付け、演出で一世風靡する。OSK(大阪松竹歌劇団)の振付も手がけるようになり、1957年、宝塚歌劇団による日本初のレビュー「モン・パリ」が再演された際に、初めて宝塚歌劇団の振り付けを担当した。他にも代表作「ミー・アンド・マイガール」「ガイズ&ドールズ」など、数多くの作品を手がける。また、1974年から15年にわたるロングランとなった、木の実ナナと細川俊之の二人芝居「ショーガール」も全て振付した。
ジャニーズ、フォーリーブス、少年隊、五木ひろし、西城秀樹、「NHK紅白歌合戦」、たのきんトリオの「ブルージーンズ・メモリー」、松坂慶子版の「上海バンスキング」などの振り付けで多くのテレビ、映画で活動。数々のヒットステージを生む。
1965年から劇団四季でも振付家として活動し、「アプローズ」「ジーザス・クライスト・スーパースター」「キャッツ」「ミュージカル李香蘭」など数々の劇団四季代表作を手がける。
日本振付家協会会長、日本ジャズダンス芸術協会相談役も務めた。
2007年、大阪市市民功労賞を受賞した。

## 主な振付作品一覧

### 宝塚歌劇団
- 1957年「モン・パリ」「秋の踊り」「再演・秋の踊り」
- 1958年「恋人よ我に帰れ」「花詩集」「白夜に帰る」「花の中の子供たち」「続・花の中の子供たち」「ハイティーン」「三つのワルツ」「花の饗宴」「続・花の饗宴」「青い珊瑚礁」「戯れに恋はすまじ」「カレンダーガールズ」
- 1959年「ミュージックアルバム」「続・ミュージックアルバム」「椿姫」「弓張月」「アモーレ」「君ありてこそ」「ホリデーピンク」
- 1960年「微笑の国」
- 1961年「サルタンバンク」「続・サルタンバンク」「三銃士」「黒い太陽」
- 1962年「絢爛たる休日」「レ・ガールズ」「僕は君」「ナンバーワン」「皇帝と鷹女」「続・皇帝と鷹女」「皇太子の認章」
- 1963年「トランペットオルフェ」「花詩集 1936年」「青春のバカンス」「太陽に乾杯」「9月の宵の妄想曲」「ラテンアメリカ」
- 1964年「レビューへの招待」「ブロードウェイ・テンペスト」
- 1965年「港に浮いた青いトランク」「スペードの女王」「ぼくらの世代」「グッドバイ海賊」「レインボー宝塚」「ラ・グラナダ」「色彩の冒険」
- 1966年「あゝそれは彼の人が」「ファンタジア」「春風とバイオリン」「二人が出会うとき」「薬を売る妖精たち」「永遠のスーザン」「わが歌君のため」「タイム・イン・タイム」「タカラジェンヌに乾杯」「世界はひとつ」「ヒット・キット」「ワンダフル・タウン」「若者たちのバラード」
- 1968年「ハイブライト」「虹を追って」「追憶のアンデス」「愛と夢とパーティ」「7-セブン」
- 1969年「テ・キエロ」「愛の交響詩」
- 1970年「ヤング・ガイ!」「僕は君」「アポローン」「恋人たち」
- 1971年「タイムアップ」「ジョイ!」「シシリーの夕陽」
- 1972年「ジューン・ブライド」「さすらいの青春」
- 1973年「パレード・タカラヅカ」「愛のラプソディ」「続・愛のラプソディ」「ゴールデン・サウンド」「カルナパル・ド・タカラズカ」
- 1974年「ロマン・ロマンチック」「続・ロマン・ロマンティック」「アン・ドゥ・トロワ」
- 1975年「ラビング・ユー」「ラムール・ア・パリ」「屋根裏の妖精たち」「イマージュ」「ザッツ・ファミリー」、
- 1976年「ムッシュ・パピオン」
- 1977年「マンハッタン・ラブ」「ザ・レビュー」「続・ザ・レビュー」「わが愛しのマリアンヌ」
- 1978年「センセーション」「ラブ・メッセージ」「セ・シャルマン」
- 1979年「カリブの太陽」
- 1980年「仮面舞踏会」「ザ・スピリット」
- 1983年「メイフラワー」
- 1986年「メモアール・ド・パリ」「三つのワルツ」「ブギ・ウギ・フォーリーズ」、
- 1987年「ショー・アップ・ショー」「ME AND MY GIRL」「ザ・レビュー」「ザ・レビュースコープ」
- 1988年「南の哀愁」「ビバ!シバ!」「ダイナモ!」「フォーエバー!タカラヅカ」
- 1989年「ザ・ゲーム」「ディガ・ディガ・ドゥ」
- 1990年「ザ・モダーン」「メイフラワー」「宝塚レビュー’90」「ザ・ショーケース」
- 1992年「白扇花集」「スパルタカス」
- 1993年「PARFUM DE PARIS」「イッツ・ア・ラブストーリー」「コート・ダジュール」
- 1995年「ダンディズム!」

### ショーガール
1974年に初演を迎えた、木の実ナナと細川俊之主演の『ショーガール』は、16作品すべて振付し、15年のロングラン公演となった。

### 劇団四季
- 1965年「王様の耳はロバの耳」
- 1971年「ピーターパン」「どうぶつ会議」「ふたりのロッテ」「越路吹雪ドラマチィックリサイタル愛の賛歌エディットピアフの生涯」
- 1972年「フィガロの結婚」「星から来た少女」「アプローズ」
- 1973年「愉快な泥棒たち」「メイム」「桃次郎の冒険」「イエスキリストスーパースター」
- 1974年「ポセイドン仮面祭」「キューちゃんの鐘」「ジョン万次郎、海を渡る」「お気にめすまま」「越路吹雪ドラマチィックリサイタル恋の七章」「吉チョムさんの龍退治」「ベローナの恋人たち」「雪ん子」
- 1976年「ジーザースクライストスーパースター」「ブレーメンの音楽隊」「冒険者たち―ガンバとその仲間」
- 1977年「結婚物語」「ユタと不思議な仲間達」「ふたりのロッテ」「わが青春の北壁」(西城秀樹 主演)
- 1978年「モモと時間泥棒」
- 1979年「リトルナイトミュージック」「人間になりたがった猫」「人魚姫」
- 1980年「赤毛のアン」「むかしむかしゾウがきた」
- 1981年「オリバー」「嵐のなかの子供たち」「小公子」
- 1982年「エビータ」「魔法を捨てたマジョリン」
- 1983年「アンデルセン物語」「キャッツ」
- 1984年「日曜はダメよ」「エルリックコスモスの239 時間」「ユタ」
- 1985年「ドリーミング」「桃次郎の冒険」
- 1991年「ミュージカル李香蘭」
- 石原慎太郎　創作ミュージカル 1965年「焔のカーブ」日生劇場
- 1994年　創作ミュージカル　天日槍物語＝ヒボコ 　作・作曲・演出　高井良純（元宝塚歌劇団作曲家）日本ミュージカル研究会・劇団